# Anacypta higonia
Anacypta higonia is een keversoort uit de familie schorsknaagkevers (Trogossitidae). De wetenschappelijke naam van de soort werd in 1888 gepubliceerd door George Lewis.